# Tara (site archéologique)
Pour les articles homonymes, voir Tara.
Tara est un site archéologique d'Irlande dans le comté de Meath. Dans la mythologie celtique irlandaise, Tara est la capitale mythique de l'Irlande, située dans la cinquième province de Mide, dans le centre du pays : c'est la « colline des rois » (en irlandais : Teamhair na Rí). 
Le récit Suidigud Tellach Temra (« Fondation du domaine de Tara ») expose la suprématie de la ville sur le reste de l'île. 
Elle est voisine d'autres sites archéologiques majeurs, dont Brú na Bóinne.

## Le mythe et l'histoire

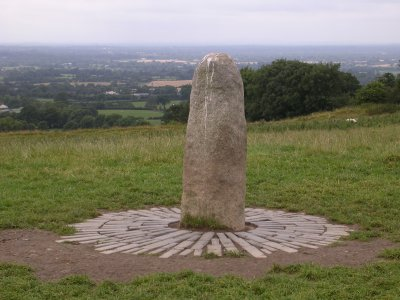
Lia Fâil

Les textes médiévaux relatifs à la tradition mythique de l’Irlande nous apprennent qu'elle est divisée en quatre provinces (ou quatre royaumes) : l’Ulster (Ulaidh, en irlandais), le Connaught (Connachta), le Leinster (Laighin) et le Munster (Mumhain) auxquelles s’ajoute celle de Meath (Midhe) qui est constituée d’une partie des autres. Elle est située au centre et on y trouve la ville de Tara, résidence des « ard ri Érenn », les rois suprêmes, conseillés par les druides. Elle est le lieu de toutes les assemblées religieuses, politiques et judiciaires ainsi que de l’intronisation du roi qui est l’occasion du fameux  « Festin de Tara ».
Malgré la richesse des récits mythologiques qui lui sont associés, les historiens actuels estiment toutefois que Tara n'était pas le siège d'une royauté réelle mais plutôt un site consacré à des rites royaux ou encore un concept essentiellement mythique.
À la période historique, la royauté sur Tara aurait été assumée par les rois du Leinster au IVe siècle et Ve siècle, puis par ceux d’Ulster, pour être finalement accaparée par la dynastie de Ui Néill au VIIe siècle et qui deviendra le Ard ri Érenn (le Haut roi d’Irlande). 
C’est à Tara qu’est située la confrontation entre saint Patrick et Loegaire, c’est aussi à cet endroit que se trouve le talisman de la Pierre de Fal (Lia Fáil  - voir  Morfessa), symbole de la Souveraineté.
Le 15 août 1843, le nationaliste Daniel O'Connell, surnommé le « roi sans couronne », organise sur la colline un rassemblement géant de 250 000 personnes pour la révocation de l’Union avec la Grande-Bretagne.

## Le site
Le site se situe à environ quarante kilomètres au nord de Dublin et son installation  remonte au Néolithique. Il se compose de 5 enclos circulaires sur un rayon de 2 km dont deux se nomment Rath Lugh (voir Lug) et Rath Maeve (voir Medb), ce qui atteste leur relation avec la mythologie. Il y a environ 40 monuments dont la construction s’étale du IVe millénaire av. J.-C. au Ve siècle apr. J.-C. Si certains monuments sont dans un état de conservation satisfaisant, d’autres ont été détruits par l’exploitation agricole du terrain et ne sont décelables que par la photographie aérienne. Il existe une description des lieux  dans un texte datant du XIe siècle, les Dindshenchas (traduction usuelle : Histoires des forteresses) mais les commentaires relèvent plus du légendaire que de l’Histoire. La longue occupation de l’endroit explique la diversité architecturale et la vocation des constructions. 

### Monuments les plus importants
- Le Rath na Ríogh (le fort des rois) serait l’œuvre de Cormac Mac Airt, c’est un enclos fortifié (rempart et fossé) d’une superficie de près de 6 hectares.
- Dans le Rath na Ríogh, se trouve le Mount of the Hostage, qui est une tombe mégalithique à couloir, du IVe millénaire. On y a trouvé la trace d'une quarantaine d'incinérations, et d'une inhumation qui présente une riche bijouterie d'origine méditerranéenne.
- À proximité se trouve la Lia Fâil (Pierre du Destin) et un enclos nommé Tech Cormac : la résidence du roi Cormac Mac Airt, dont il est souvent question dans les textes.
- Le Rath of Synods appartient aux derniers siècles du Ier millénaire av. J.-C. et révèle de vastes constructions circulaires  (de 15 à 30 mètres de diamètre) à poteaux dont la vocation est probablement destinée aux rites druidiques. Des fouilles partielles montrent que, selon les époques, des monuments ont  été utilisés à des fins funéraires ou d’habitation.

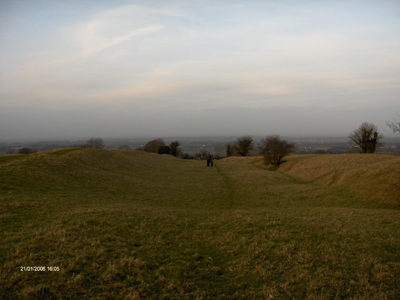
Míodhchuarta (la salle des banquets)

- Le Míodhchuarta (Salle des banquets) est un espace qui se situe un peu au nord du Rath of Synods. Deux levées de terre parallèles distantes de 30 mètres courent sur une distance de 180 mètres. On ignore sa destination exacte, mais il ne peut s’agir que d’une « cour » d’apparat, ou d’un nemeton, espace sacré réservé aux cérémonies druidiques.
- Un autre enclos est nommé Rath Laoghaire, du nom de Lóegaire mac Néill, le roi qui selon la légende s’oppose à saint Patrick, lors de la christianisation de l’île.
- Rath  Grainne et Claoin-Fhearta sont des tertres funéraires, ce dernier est associé à une légende selon laquelle Dunlaing, roi du Leinster, aurait assassiné 30 princesses et 300 personnes de leurs suites.

## Passage de l’autoroute M3
Le projet de passage de l'autoroute M3 à 2,2 km de la colline de Tara a entraîné de nombreuses protestations ainsi qu’une procédure judiciaire devant la Haute Cour, menée par l’avocat Vincent Salafia. Les opposants au projet lui reprochaient de traverser la vallée de Tara et de Skryne, au riche potentiel archéologique, et de détruire le patrimoine au profit d'une péri-urbanisation. Toutefois, l'autoroute M3 a été ouverte le 4 juin 2010.

### Sources et bibliographie
- Barry Raftery, L'Irlande celtique avant l'ère chrétienne, Éditions Errance, Paris, 2006,   (ISBN 2-87772-320-8)
- Edel Bhreathnach (ouvrage collectif sous la direction de) The Kingship and landscape of Tara  Editor Four Courts Press ; Ltd Dublin 2005.